# David Lee Roth
David Lee Roth (Bloomington, Indiana, 1954. október 10. –) amerikai énekes, dalszerző, színész, író és egykori rádiós személyiség. A Hit Parader magazin 100 Greatest Heavy Metal Singers of All Time listáján a 19. helyen szerepel. Roth azon kevés énekesek egyike, akiknek több mint 4 oktávos hangterjedelme van.(G1–G♯5).

## Pályafutása
Elsősorban a Van Halen eredeti énekeseként lett ismert, de 1985-ben kilépett a zenekarból, hogy szólókarrierjére koncentrálhasson. Szólistaként szintén sikeres maradt, albumai nagy része arany illetve platinalemez minősítést szereztek. Több mint két évtizednyi távollét után, 2007-ben újra csatlakozott a Van Halenhez, és egy észak-amerikai turnét bonyolított le a zenekarral. A körút nem csak az év egyik legsikeresebbje lett, de az együttes történetében is a legjövedelmezőbb koncertsorozatnak bizonyult. Roth jelenleg is a Van Halen énekese és a zenekarral 2012-ben egy A Different Kind of Truth című albumot is megjelentetett, amely 1984-es távozása óta az első közös stúdióalbuma a zenekarral.

## Szólóegyüttesének tagjai

### Gitárosok
- Brian Young és Toshi Hiketa (2006)
- Toshi Hiketa (2003–2005)
- Brian Young (2002–2003)
- Bart Walsh (1999, 2001)
- Mike Hartman és John Lowery (1998)
- Steve Hunter (1997)
- Terry Kilgore (1994)
- Terry Kilgore és Rocket Ritchotte (1993–1994)
- Joe Holmes és Steve Hunter (1991–1992)
- Jason Becker és Steve Hunter (1990–1991)
- Steve Vai (1985–1989)
- Peter Lewis (1990–1991)
- Electric Moccasin

### Basszusgitárosok
- Todd Jensen  (1990–1991, 1999–2000, 2004–2006)
- James LoMenzo (2001–2004)
- B'urbon Bob (1998)
- John Regan (1994)
- James Hunting  (1993–1994)
- Matt Bissonette (1988–1990)
- Billy Sheehan (1985–1988)

### Dobosok
- Jimmy DeGrasso (2006)
- Ray Luzier (1997–2000, 2001–2005)
- Ron Wikso (1993–1994)
- Gregg Bissonette (1985–1992)

### Billentyűsök
- Marcus Margand II (2000–2001)
- Patrick Howard I (1998–1999)
- Richard Hilton (1994–1995)
- Brett Tuggle (1988–1994, 1997)
- Jesse Harms (1986)

## Diszkográfia
Van Halen albumok
- Van Halen (1978)
- Van Halen II (1979)
- Women and Children First (1980)
- Fair Warning (1981)
- Diver Down (1982)
- 1984 (1984)
- A Different Kind of Truth (2012)

Stúdióalbumai/EP-k
- Crazy from the Heat EP (1985)
- Eat 'Em and Smile (1986)
- Sonrisa Salvaje (1986) Spanyol verziója az Eat 'Em and Smilenak.
- Skyscraper (1988)
- A Little Ain't Enough (1991)
- Your Filthy Little Mouth (1994)
- DLR Band (1998)
- Diamond Dave (2003)

Egyéb közreműködések
- Strummin' with the Devil: The Southern Side of Van Halen – ének a Jump és a  Jamie's Cryin dalokban. (2006)